# Acomoptera
Acomoptera is een muggengeslacht uit de familie van de paddenstoelmuggen (Mycetophilidae).

## Soorten
- A. difficilis (Dziedzicki, 1885)
- A. plexipus (Garrett, 1925)